# Fu Sheng
Ne doit pas être confondu avec Alexander Fu Sheng.
Fu Sheng (chinois : 伏胜), né en 268 av. J.-C. et mort en 178 av. J.-C., est un savant confucianiste chinois des dynasties Qin et des Han occidentaux.
Il est célèbre pour avoir sauvé le Classique des documents provenant de « l'Incendie des livres et enterrement des lettrés » de l'empereur Qin Shi Huang.